# De Prati
De Prati is het grootste warenhuis in Ecuador met 14 winkels in het hele land en de webshop deprati.com. Het assortiment bestaat uit mode-, beauty-, woon- en technologieproducten. Het hoofdkantoor is gevestigd in de stad Guayaquil, waar het bedrijf in 1940 werd opgericht. De onderneming is leidend in de ontwikkelingen in de detailhandel van Ecuador. 
Het bedrijf werd in 1940 opgericht door Mario De Prati en zijn vrouw Doménica Cavanna, die met een visie op de toekomst het eerste bedrijf in Ecuador oprichtten waar klanten met hun klantenkaart krediet konden opnemen. De klantenkaart vergemakkelijkte de aankopen van hun klanten en anno 2016 hadden meer dan een miljoen klanten een klantenkaart bij Crédito De Prati.
De onderneming heeft circa 2.500 medewerkers in Guayaquil, Quito, Machala en Manta, de vier grote steden waar De Prati momenteel aanwezig is. Beïnvloed door innovatie en technologie, heeft het bedrijf een reeks innovaties doorgevoerd die betrekking hebben op het bieden van een betere winkelervaring voor zijn klanten in zijn fysieke winkels.
De webwinkel deprati.com die in 2007 werd geopend, was een pionier in Ecuador en heeft verschillende onderscheidingen ontvangen voor zijn functionaliteit en gebruiksvriendelijkheid bij het online kopen.
Tegelijk met de groei heeft De Prati zijn toewijding aan duurzame ontwikkeling in de hele waardeketen behouden. De onderneming begeleidt zijn lokale leveranciers in de modeketen door de lokale productie te versterken en zorgt ervoor dat het milieu in de processen wordt gerespecteerd. En sinds 2014 heeft het een training- en emancipatieprogramma voor vrouwen, Mujeres Confeccionistas, waar meer dan 800 vrouwen uit kwetsbare omgevingen in Guayaquil, Quito en Manta zijn opgeleid in naai- en kledingtechnieken, persoonlijke ontwikkeling en ondernemerschap.

## Geschiedenis en uitbreiding
De geschiedenis van dit bedrijf begint aan het einde van de jaren 1920 met de droom van twee Italiaanse visionairs, Don Mario De Prati en Doña Doménica Cavanna, die gedreven door hun verlangen om nieuwe uitdagingen aan te gaan vanuit Italië naar Cuenca kwamen. In 1940 besloten ze een eigen winkel op te zetten voor de verkoop van geïmporteerde stoffen in de stad Guayaquil onder de naam Mario De Prati, dezelfde die jaren later zijn lijn zou uitbreiden met huishoudelijke artikelen van buitengewone kwaliteit, zoals onder andere glaswerk, porseleinen ornamenten, keramiek, marmer.
In 1951 werd de winkel aan de Calle Luque en de Calle Chili geopend op de locatie waar het warenhuis nog steeds gevestigd is. In 1960 werden het huidige logo en het merk De Prati  ontworpen. In 1968 werd het De Prati Credit-systeem geïntroduceerd, zodat klanten betere financieringsmogelijkheden hadden en exclusieve voordelen konden krijgen. Dit werd een van de belangrijkste onderscheidende factoren van het bedrijf.
De opening van de boetiek 33 in 1973 markeerde het begin van de lokale productie, met de productie en verkoop van geborduurde kleding uit Cuenca en vele andere ambachtelijke producten. Het bedrijf bleef groeien en in 1996 werd de eerste winkel in Quito geopend in het winkelcentrum Quicentro Shopping. Om voorop te blijven lopen op het gebied van innovatie werd in 2007 besloten om een webwinkel te openen; de eerste webwinkel van het land. 
Vanaf 2013 begon de renovatie van de warenhuizen en de expansie van de keten naar nieuwe gebieden. In 2017 werd de eerste winkel in de provincie Manabí geopend in stad Manta in de winkelcentrum Mall del Pacífico. Anno 2023 heeft de groep 14 winkels in Guayaquil, Quito en Manta en de webwinkel deprati.com die door het hele land levert.
In 2015 tekende het bedrijf een samenwerkingsovereenkomst met de Spaanse textielgroep Cortefiel. Hierdoor werd het assortiment uitgebreid met Spaanse modemerken van deze groep. 
De Prati kondigde in april 2022 een contract aan met het Ecuadoraanse ministerie van Productie, Buitenlandse Handel, Investeringen en Visserij, met de verplichting om 80 miljoen dollar in het land te investeren.

## Vestigingen

### Guayaquil, Guayas
- De Prati Luque, centro de Guayaquil
- De Prati San Marino Shopping, Kennedy
- De Prati Centro Comercial La Rotonda
- De Prati Centro Comercial Policentro
- De Prati Sur, sur de Guayaquil
- De Prati en Plaza Navona, via a Samborondón

### Quito, Pichincha
- De Prati Centro Comercial Quicentro Norte
- De Prati Centro Comercial Quicentro Sur
- De Prati Centro Comercial Condado Shopping
- De Prati Centro Comercial San Luis Shopping
- De Prati Centro Comercial Scala Shopping
- De Prati Centro Comercial El Recreo
- De Prati Centro Comercial El Portal

### Manta, Manabí
- De Prati Mall del Pacífico

### Machala, Provindie el Oro
- De Prati, Av 25 juni